# Il drago e i paladini
Il drago e i paladini (Dragon Around) è un film del 1954 diretto da Jack Hannah. È un cortometraggio animato realizzato, in Technicolor, dalla Walt Disney Productions, uscito negli Stati Uniti il 16 luglio 1954 e distribuito dalla RKO Radio Pictures. A partire dagli anni novanta è più noto come Attenti al drago.

## Trama
Mentre legge un libro di favole, Ciop rimane affascinato dall'immagine di un cavaliere che affronta un enorme drago. All'improvviso, sente un rumore e vede l'ombra di un drago infuriato, spaventandosi. Dopo che Ciop ha condotto Cip sul posto, la figura del drago riappare, ma in realtà si tratta di una scavatrice guidata da Paperino, con la benna simile alla testa di un drago. Non appena vede l'albero di Cip e Ciop, il papero ha intenzione di abbatterlo per costruirci un'autostrada, così i due scoiattoli tentano di fermarlo. Dopo aver infastidito Paperino in vari modi, Cip e Ciop riescono a distruggere la scavatrice togliendo gli ingranaggi. A questo punto Paperino decide di sbarazzarsi dei due scoiattoli circondando l'albero con la dinamite. Dopo aver spento i candelotti, i roditori li sostituiscono con i pioli di una scala e fanno credere a Paperino che la dinamite sia esplosa. Il papero, infuriato, insegue Ciop sulla scala; subito dopo Cip accende i candelotti; Paperino si ritrova quindi sulla scala di dinamite, che esplode con lui. Cip e Ciop si mettono a saltare felici sia per aver sconfitto il "drago" che per essersi sbarazzati di Paperino.

## Distribuzione

### Edizione italiana
Il corto arrivò in Italia nel dicembre 1985 e fu incluso nella VHS Cartoons Disney 5; il doppiaggio fu eseguito dalla Effe Elle Due. Nel 1997, per la trasmissione televisiva, il corto fu ridoppiato dalla Angriservices Edizioni sotto la direzione di Leslie La Penna e su dialoghi di Giorgio Tausani. Tale doppiaggio fu poi utilizzato nelle varie occasioni successive.

### Edizioni home video

#### VHS
- Cartoons Disney 5 (novembre 1985)[1]

#### DVD
Il cortometraggio è incluso nel DVD Cip & Ciop - L'albero dei guai.